# Детский мир (телеканал)
«Детский мир» — российский детский телеканал. На канале представлены мультфильмы СССР, детские фильмы, сказки и другое

## История
Идея создания детского телеканала в системе спутникового телевидения «НТВ-Плюс» возникла после проведения двух социологических опросов: один из них проводила сама телекомпания, а другой — фонд «Общественное мнение». На выбор предлагалось несколько возможных специализированных каналов со своими названиями и концепциями — «Мотор» (о средствах перемещения по воде, земле и воздуху), «Классическая музыка», «Релакс» (демонстрация успокоительных видеоклипов с расслабляющей музыкой), «Здоровье», «Магазин на диване» (телемагазин), «Информационный» и «Детский мир». По результатам опроса большинство опрошенных склонились к тому, что пятым каналом в системе должен быть «Детский мир».
Телеканал начал своё вещание 29 ноября 1997 года в пакете «НТВ-Плюс» в экспериментальном режиме. 1 января 1998 года начался закодированный приём телеканала. На начальном этапе работы телеканала его вещание осуществлялось с 7:30 утра до 21:00 вечера.
В конце 1990-х — начале 2000-х годов канал входил в систему «НТВ-Плюс». Однако с 2003 года он принадлежит RTVi. Продолжительное время эксклюзивные права на канал на территории России сохранялись за «НТВ-Плюс». Но с середины 2000-х годов его основным российским дистрибьютором стала компания «МедиаМарт». Кроме этого, после перехода к «МедиаМарту» телеканал начал распространяться в российских кабельных сетях. С 1 апреля 2003 года по 13 мая 2018 года телеканал делил своё эфирное время с другим проектом телекомпании RTVi — каналом российских телесериалов «Телеклуб».
С 2017 по 2019 года новый блок выходил в 15:00, а повторные — в 3:00 и в 9:00.
С 18 октября 2017 года произошли крупномасштабные изменения: исчезли заставки, часы, анонсы и реклама, также сменился логотип. Вместо этого на канале начали транслироваться межпрограммные блоки, не имеющие отношения к детской тематике (такие же изменения произошли и у других телеканалов группы RTVi). Изменению подвергся и контент: стали реже выходить зарубежные кино- и мультфильмы, исчезли мультсериалы.
С 14 мая 2018 года телеканал перешёл на круглосуточное вещание после закрытия канала «Телеклуб», из-за уменьшения финансирования со стороны владельца RTVi. В связи с этим добавился ещё один повторный блок вещания — с 21:00 до 3:00. С 2019 года сетка вещания вновь изменилась: теперь новый блок выходит в 6:00, а повторные — в 12:00, 18:00 и в 0:00.

## Сетка вещания
В период с 29 ноября 1997 по 31 декабря 1998 года сетка вещания телеканала включала в себя, в основном, обучающие познавательные передачи и развлекательные шоу, а также мультфильмы и сериалы. Контент телеканала производился при непосредственном участии компании «Видеофильм». Однако в начале 1999 года формат канала значительно изменился и стал более приближённым к формату телеканалов «Наше кино» и «Мир кино». Вместе с этим изменилось и время его вещания — оно стало осуществляться с 8 утра до 8 вечера. Данный режим вещания телеканала сохранялся на протяжении долгого времени — вплоть до 10 декабря 2007 года, когда время начала вещания было сдвинуто на два часа раньше, на 6:00 МСК.
С 1999 по 2009 год на телеканале «Детский мир» транслировались преимущественно отечественные, советские фильмы и мультфильмы. Однако в начале 2009 года содержимое телеканала немного изменилось. В его программу были включены зарубежные мультфильмы и мультсериалы, например, «Кошки-роботы», «Супергерои» и так далее. Во второй половине 2010 года от данных мультфильмов вновь отказались, но в 2011 году зарубежные мультфильмы вновь вернулись на телеканал. К тому же, с 2009 года по каналу стали транслироваться фильмы, снятые на Одесской киностудии, например, «Приключения Электроника», «Камертон», чего до 2009 года не наблюдалось.
С 1 января 2009 года по 31 декабря 2014 года и с августа 2015 по 18 октября 2017 года между фильмами и мультфильмами транслировалась реклама.
29 декабря 2012 года телеканал изменил сетку вещания. Планировалось также изменить логотип и оформление, однако логотип был изменён только 15 января 2013 года. Время вещания изменилось с 5:00-20:00 на 3:00-21:00. Сетка вещания была построена следующим образом: с 3:00 в эфир выходил оригинальный шестичасовой блок, затем в 9:00 и 15:00 шли два повторных блока. Блок стал включать два художественных фильма. В репертуар были включены игровые короткометражные фильмы: «Капитан», «Подзорная труба», «Где это видано?», «Не улетай, землянин» и другие. Их показ продолжался до 2016 года. Также в репертуаре появились советские довоенные чёрно-белые мультфильмы: «Дядя Стёпа», «Лимпопо», «Три мушкетёра», «Маленький Мук» и другие. Еще одной особенностью сетки вещания стал показ мультсборников: «Приключения волшебного глобуса, или Проделки ведьмы», «Новогодние сказки», «Рождественские сказки», «Итальянские сказки» и других.
С 2015 года на канале появился фильм выходного дня: по субботам и воскресеньям перед вторым фильмом демонстрировались игровые сериалы «Чародей» и «Чародей: Страна Великого Дракона» — по две серии. Показы производились весной и осенью 2015 и 2016 годов.
В течение 2015 и 2016 года канал демонстрировал мультфильмы Киевской студии научно-популярных фильмов, а также мультсериалы Польской Народной Республики: «Приключения Болека и Лёлека», «Приключения Рекса», «Приключения мышки» и «Пампалини-охотник». Появились мультфильмы Свердловской киностудии. На канале возникли тематические рубрики с соответствующими заставками: «Русские сказки», «Сказки народов мира», «Сказки зарубежных писателей», «Сказки Андерсена», «Сказки Пушкина» и «Сказы Бажова».
Также с 2015 года на канале снова появились познавательные передачи. По субботам и воскресеньям после первого фильма шла украинская получасовая передача «Уроки тётушки Совы», а после второго — «История одной вещи» и «Лапы, крылья и хвосты», общей продолжительностью также полчаса. Демонстрировались эти передачи до 2016 года. Другой особенностью вещания в 2015 году стал показ в 20:50 передачи «Шишкин лес» — аналога «Спокойной ночи, малыши!» — с куклами и колыбельной в конце. В повторных блоках эта передача не транслировалась, вместо неё шёл мультфильм. Выходила до 2016 года.
С 2015 года канал возобновил показ отечественных мультфильмов военной и патриотической тематики, а также политической сатиры — «Скрипка пионера», «Приключения красных галстуков», «Аврора», «Гордый кораблик», «Быль-небылица», «Мистер Уолк», «Скорая помощь» и других.
На данный момент на канале полностью исключён показ советских мультфильмов и детских фильмов, транслируются исключительно современные анимационные российские и зарубежные мультфильмы.

## Награды
В 2000 году телекомпания «НТВ-Плюс» получила премию Hot Bird TV Awards за телеканал «НТВ-Плюс Детский мир».